# جوي باتلر
جوي باتلر (بالإنجليزية: Joey Butler)‏ هو لاعب كرة قاعدة أمريكي، ولد في 12 مارس 1986 في باسكاغولا في الولايات المتحدة.

## وصلات خارجية
- جوي باتلر على موقع دوري كرة القاعدة الرئيسي (الإنجليزية)
- جوي باتلر على موقع الدوري الياباني لكرة القاعدة (الإنجليزية)
- جوي باتلر على موقعبيزبول رفرنس.كوم (الدوري الرئيسي) (الإنجليزية)
- جوي باتلر على موقعبيزبول رفرنس.كوم (الدوري الثانوي) (الإنجليزية)
- جوي باتلر على موقع إي إس بي إن.كوم (أم.أل.بي) (الإنجليزية)
- جوي باتلر على موقع مشجعي الرسوم البيانية (الإنجليزية)